# Гапонцев, Валентин Павлович
Валенти́н Па́влович Гапо́нцев (23 февраля 1939, Москва — 22 октября 2021, США) — советский и российский физик и предприниматель, ведущий специалист в области лазерной физики и техники, волоконных и оптоэлектронных технологий. Заведовал кафедрой в МФТИ. Лауреат Государственной премии Российской Федерации в области науки и технологий (2010).
Занимал должность председателя Совета директоров и управляющего директора международной корпорации IPG Photonics, контролирующей 80 % мирового рынка волоконных лазеров большой мощности. Был генеральным директором Научно-технического объединения «ИРЭ-Полюс».

## Биография
В 1961 году окончил Львовский политехнический институт, начал работать инженером в одном из конструкторских бюро Министерства радиопромышленности во Львове.
В 1964 г. поступил в очную аспирантуру Московского физико-технического института. После окончания аспирантуры с 1967 г. работал в Институте радиотехники и электроники АН СССР сначала младшим научным сотрудником, затем старшим научным сотрудником, ведущим научным сотрудником. С 1988 г. возглавил одну из лабораторий ИРЭ АН.
В 1991 году создал НТО «ИРЭ-Полюс». В 1995 году переехал на работу в Германию и основал фирму IPG Laser GmbH. В 1997 году основал фирму IPG Fibertech S.r.l. в Милане, а в конце 1998 г. — IPG Photonics Corporation в Оксфорде (штат Массачусетс), которая и стала штаб-квартирой Транснациональной Группы IPG в 2000 г.
С 2010 года являлся членом Консультативного научного Совета Фонда «Сколково».
Скончался 22 октября 2021 года в США после продолжительной болезни.

## Научные достижения
Его работы, проводившиеся с начала 1990-х годов в НТО «ИРЭ-Полюс», опирались на предложенную им собственную концепцию создания оптических квантовых генераторов, базирующуюся на принципиально новой технологической платформе. Эффективность системы была подтверждена уже первыми научными результатами, надёжностью реализованных высокотехнологических устройств.
При участии Гапонцева были внедрены в массовое производство высокоэффективные лазерные фосфатные стёкла, созданы мощные волоконные лазеры и усилители, разработан и организован выпуск российских систем волоконно-оптической фиксированной связи.
В 2010 году, когда отмечался 50-летний юбилей создания лазера, В. П. Гапонцев, наряду с А. М. Прохоровым и Н. Г. Басовым, был включён в список 28 выдающихся мировых учёных (по мнению SPIE) в области лазерной физики, техники и технологии.

## Состояние
Валентин Гапонцев контролировал около 35 % акций компании IPG Photonics, имеющей капитализацию $3,5 млрд.
Журнал Форбс в рейтинге за 2013 год оценивал состояние Гапонцева в $1,3 млрд, в рейтинге российских миллиардеров он занимал 81-е место, в аналогичном мировом рейтинге — 1107-е. В 2021 году вошёл в рейтинг журнала Forbes «200 богатейших бизнесменов России», где занял 54 место с состоянием $2,8 млрд..

## Награды
- Paul F. Forman Team Engineering Excellence Award (1999)
- Arthur L. Schawlow Award (2009)
- Государственная премия Российской Федерации в области науки и технологий (2010) — за комплекс инновационных разработок и создание высокотехнологичного производства волоконных лазеров и систем волоконно-оптической магистральной и локальной связи
- Действительный член Оптического общества (2012)